# The Elder Scrolls: Legends
The Elder Scrolls: Legends (дословно: Древние Свитки: Легенды) — коллекционная карточная игра, разрабатываемая студией Sparkypants для операционных систем Android, iOS и Microsoft Windows. Игра была представлена на конференции «E3 2015» в Лос-Анджелесе и стала доступна в 2016 году.
С августа 2016 года доступна бесплатная бета-версия игры.
1 ноября 2024 года Bethesda сообщила, что серверы игры будут закрыты 30 января 2025 года.

## Геймплей
Игра основана на пошаговых карточных матчах между двумя противниками. Доступны режимы игры: Дуэль (каждый игрок играет со своей личной колодой) и Арена (перед началом арены каждому игроку приходится набирать колоду из ограниченного числа карт).
Карты делятся на четыре типа: карты Существ (creatures) — основа игры в The Elder Scrolls: Legends, наносят основной урон; карты Поддержки (support) обеспечивают текущие выгоды; карты Действий (action) — вызывают мгновенные эффекты; карты Предметов (items) — накладываются на существ и позволяют усиливать их. Все персонажи и явления связаны с историей, божествами и персонажами серии The Elder Scrolls.
Каждый игрок выбирает, за какую расу Тамриэля он играет. В дальнейшем расу можно менять в любой момент (исключая текущий бой). Выбор расы определяет, какие именно дополнительные карты игрок будет получать в качестве вознаграждения с получением нового уровня.
Карты существ могут быть улучшены — при достижении уровня игрок может получить в награду возможность выбора развития той или иной карты.
Матч каждый игрок начинает с тремя картами и одним очком магии. В начале каждого хода максимальная магия игрока прирастает на единицу. Без использования специализированных карт, максимальная магия игрока может быть только 12 очков.
Для того, чтобы компенсировать преимущество первой очереди, второй игрок начинает игру со специальным кольцом магии, которое может быть активировано 3 раза за матч для получения одного дополнительного очка магии.
Обычно игровое поле разделено пополам. Игрок может разместить карты на одной из двух сторон, называемых Линиями, максимум по 4 карты на каждую. Линии могут иметь особые атрибуты, которые изменяют поле боя. При стандартной игре левое поле не имеет атрибутов, а на правом все существа при первом выходе имеют атрибут «в тени» (их нельзя атаковать). При режиме игры «арена» могут изменяться не только условия Линий, но и их ширина (6:2 или 7:1).
На данный момент максимально достижимый уровень в игре — 50.
В большинстве случаев игрок побеждает, когда здоровье игрока-противника становится ниже 1.

## Сюжет
Прежде чем вступить в дуэльные схватки, игрок проходит сюжетную линию, попутно знакомясь с правилами, картами и атрибутами поля боя.
Основной сюжет закручивается во время Великой войны — войны Империи Мидов с Третьим Альдмерским Доминионом. Основным антагонистом выступает один из генералов вторгшейся в сердце Империи армии Доминиона — высокий эльф (альтмер) по имени Наарифин (Naarifin), который также является культистом князя даэдра Боэтии. Персонажу игрока, называемому «Забытый герой», предстоит преодолеть различные опасности на пути к Башне Белого Золота, где Наарифин планирует открыть Врата Обливиона в план своей госпожи Боэтии. По пути игрок вынужден делать сложные выборы, тем самым определяя, какие карты он получит в конце каждой главы в качестве вознаграждения, что в дальнейшем повлияет на его первые шаги и формирование его личных карточных колод для дуэлей.
Следующей сюжетной аркой является «Падение Тёмного братства», которое доступно для приобретения за 1000 монет. По сюжету игроку придётся выбрать, чью сторону принять — Братства или наёмников.
24 января 2019 года вышло дополнение «Остров безумия». Игрок отправляется на Дрожащие Острова, для того чтобы сразиться с безумным богом Шеогоратом. В результате прохождения трёх актов становятся доступны 55 новых карт, в том числе новые двойные карты. Также были добавлены новые условия игровых линий.